# 真里谷信政
真里谷信政（?—1552年11月19日），日本戰國時代的武將。真里谷武田家一族。父親是真里谷信隆。上總國造海城、椎津城城主。

## 生平
生年不詳。在父親信隆與叔父真里谷信應爭奪家督並與後北條氏連結時，擔任造海城地主，支援在峰上城的信隆。因為小弓公方足利義明介入，信隆處於劣勢，於是放棄峰上城而逃到造海城，不過因為被里見義堯進攻，以百首和歌為條件開城，之後投靠後北條氏並逃到武藏國。此時被認為一直跟隨父親信隆行動。
此後，義明在第一次國府台合戰中被北條氏綱擊敗並戰死，於是信應的勢力弱化，而父親信隆成為回復在上總的勢力，並據有椎津城。不久後，真里谷一族再次爆發內紛，後北條氏和里見氏以支援為名，介入上總，真里谷家的勢力弱化。
天文20年（1551年），父親信隆死去。天文211年（1552年），北條氏康為了對抗里見氏，計劃以信政和萬喜城的土岐氏為友方，因此里見義堯反擊，命令正木時茂攻撃信政，而土岐氏亦呼應里見氏。此時雖然得到叔父信應支援，不過戰敗，並在椎津城內自殺。3日後，叔父信應亦被殺死。因此，真里谷武田家沒落。

## 外部連結
- 武家家伝＿上総 武田氏 （页面存档备份，存于）